# Dictionnaire critique du marxisme
Le Dictionnaire critique du marxisme est un ouvrage dirigé par Georges Labica et Gérard Bensussan.
Ce dictionnaire encyclopédique est consacré aux penseurs et théoriciens du marxisme, aux concepts et ouvrages fondamentaux de cette doctrine et à son histoire. Il a été publié pour la première fois en 1982 aux Presses universitaires de France (PUF), puis en collection poche (« Quadrige. Dicos poche »). La seconde édition, datée de 1985, est refondue et augmentée par rapport à celle de 1982. Les articles ont été rédigés par de nombreux spécialistes français et étrangers. L'ouvrage a été traduit et adapté en allemand.

## Éditions
- Georges Labica et Gérard Bensussan (dir.), Dictionnaire critique du marxisme, comité de rédaction : Georges Labica, Gérard Bensussan, revue Dialectiques, Paris, Presses universitaires de France, 1982 ; 3e éd., « Quadrige » 1999.  (ISBN 2-13-049872-8) ; 2001.  (ISBN 2130498728)